# Blockbuster (empresa)
Blockbuster LLC, conocida como Blockbuster Video, fue una franquicia estadounidense de videoclubes, especializada en alquiler de cine y videojuegos a través de tiendas físicas, servicios por correo y video bajo demanda. 
Fue fundada en 1985 por David Cook, tuvo un fuerte crecimiento en los años 1990, y tras ser adquirida por Viacom llegó a controlar el 25% de la cuota de mercado mundial de videoclubes. En 2004 contaba con más de 9000 establecimientos a nivel mundial.
Blockbuster se vio lastrada en la década del 2000 por nuevas formas de consumo electrónico como el alquiler por correo de Netflix, la guerra de precios en el DVD, la infracción de derechos de autor y, finalmente, los servicios de video bajo demanda en internet. En 2010 declaró la bancarrota con una deuda superior a los 1000 millones de dólares. Aunque Dish Network se hizo con la empresa para convertirla en un servicio de streaming, los planes no prosperaron; las 300 tiendas propias que aún operaba la compañía fueron cerradas en enero de 2014, y tan solo queda una tienda franquiciada como «el último Blockbuster» en Bend, Oregón, que mantiene la marca gracias a un nostalgico acuerdo específico con Dish.

## Historia
«Blockbuster Video» fue fundada en 1985 por David Cook, responsable de una empresa de software para compañías petroleras en Texas, Estados Unidos. Cuando ese sector perdió fuelle en los años 1980, y aconsejado por su esposa Sandy, utilizó sus conocimientos sobre bases de datos para crear una franquicia de alquiler de cine doméstico, en aquella época un sector tan rentable como fragmentado.

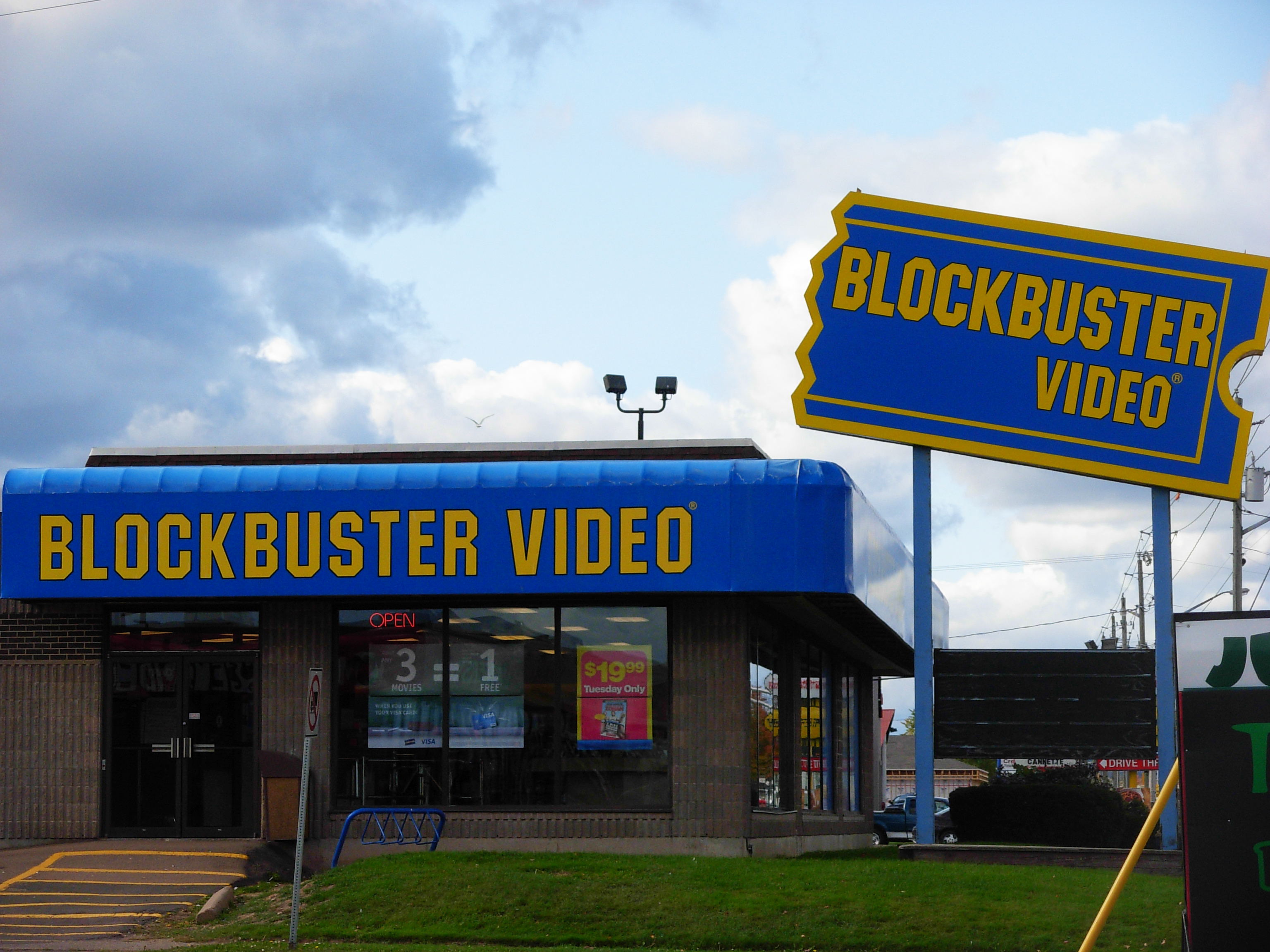
Exterior de un videoclub Blockbuster Video en Moncton, Canadá (2008).

El primer videoclub Blockbuster abrió sus puertas en Dallas el 19 de octubre de 1985. Para distinguirse de la competencia, su establecimiento se adaptó a la demanda con un catálogo más amplio, de hasta 6500 referencias; alquileres más largos para que el cliente pudiera llevarse varias cintas, y un mayor control de inventario a través de su propio sistema automatizado, con el que detectaba las preferencias de los consumidores. En menos de dos años Blockbuster ya contaba con 15 tiendas propias y 20 franquiciadas.
En 1987, Cook vendió una participación mayoritaria en Blockbuster a un grupo inversor liderado por Wayne Huizenga, por 18 millones de dólares y un porcentaje sobre los beneficios. Además de mantener las ideas del fundador, Huizenga diseñó un agresivo plan de expansión para convertir a Blockbuster en el referente de los videoclubes. Entre otras medidas adoptó un nuevo sistema de distribución, hubo compras de franquicias rivales, y se alcanzaron numerosos acuerdos con productoras de cine directo para video. Además de convertirlo en un negocio rentable, en 1989 se habían superado los 1000 establecimientos y en 1990 se inició la expansión internacional con aperturas en Europa y América Latina.
Viacom adquirió Blockbuster en 1994 por más de 7.700 millones de dólares. Un año antes, Huizenga les había propuesto una fusión por intercambio de acciones para que pudieran financiar la compra de Paramount Communications con su flujo de caja. Sin embargo, los accionistas del grupo lo llevaron a juicio y la operación estuvo bloqueada durante un año hasta que un juez la autorizó. En aquel momento, Blockbuster cotizaba a 27,50 dólares por acción y llegaría a situarse en 55 dólares. Dos años después, Blockbuster había perdido la mitad de su valor debido a una expansión desmesurada y a un cambio en la estrategia de ventas.
En 1997 la junta directiva nombró consejero delegado a John Antioco, quien recondujo con éxito el negocio hacia el alquiler de películas, primero en VHS y después en DVD. Un año después Blockbuster aún controlaba el 25% del negocio mundial, en parte gracias a un nuevo acuerdo de distribución de beneficios con las grandes productoras, y Viacom hizo una oferta pública de venta que recaudó más de 465 millones de dólares.
Blockbuster tuvo la oportunidad en 2000 de haber comprado Netflix, por aquel entonces un servicio de alquiler a domicilio, por algo más de 50 millones de dólares. Sin embargo, Antioco lo rechazó porque veía más rentable que los clientes acudieran hasta la tienda. Cuatro años después, Netflix terminaría superando el millón de suscriptores y Blockbuster tuvo que lanzar un servicio híbrido de alquiler on-line, Blockbuster Total Access, cuyo resultado fue muy deficitario pese al alto número de usuarios.
Cuando el negocio de los videoclubes empezó a flaquear en 2004, en buena parte por la guerra de precios del DVD en los supermercados y por la televisión por cable, Viacom puso a la venta Blockbuster luego de haber registrado pérdidas superiores a los 300 millones de dólares. No obstante, el grupo aún era líder mundial del sector con más de 9000 establecimientos, razón por la que el inversor Carl Icahn había adquirido participaciones de la empresa con ánimo de controlarla.

### Quiebra de Blockbuster

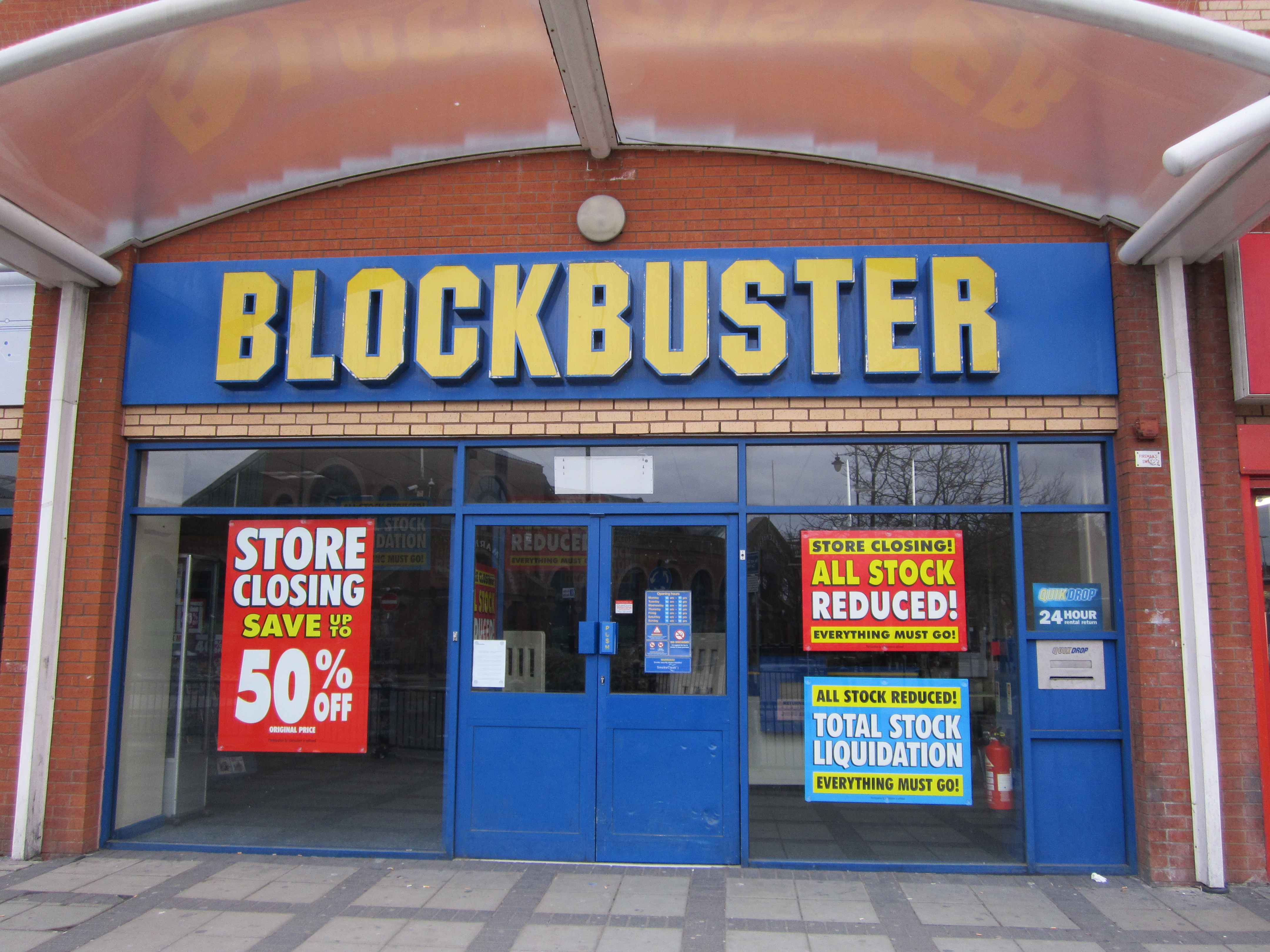
Liquidación por cierre del Blockbuster de Birkenhead, Reino Unido.

Desde mediados de la década de 2000, Blockbuster no supo afrontar la obsolescencia del formato físico frente a nuevas formas de consumo tan dispares como la televisión por cable, los quioscos de autoservicio, el video bajo demanda e incluso la infracción de derechos de autor, ante las cuales no había previsto una estrategia. En algunos países como España y Ecuador se retiró inmediatamente del mercado, mientras que en otros como México y Argentina tuvo que redimensionarse.
Antioco dimitió al frente de Blockbuster en 2007 y fue reemplazado por James W. Keyes, anterior responsable de 7-Eleven. Debido a que la cadena de videoclubes ya estaba en números rojos cuando llegó, Keyes centró todos los esfuerzos en reducir costes de administración, en salvar sólo las tiendas físicas más rentables y en apostar por el alquiler de videojuegos, lo cual conllevó también un aplazamiento de la estrategia digital: el sistema de alquiler on-line fue rediseñado y apenas se avanzó en materia de video bajo demanda, un mercado en el que Hulu y Netflix ya le habían ganado terreno. Como último recurso, en 2010 el grupo recuperó las penalizaciones por demora que había eliminado cinco años atrás.
El 23 de septiembre de 2010, Blockbuster declaró la bancarrota mediante el capítulo 11. En aquel momento aún quedaban abiertas más de 3.000 tiendas en Estados Unidos. A pesar de varios intentos por reestructurar su deuda, en marzo de 2011 el Departamento de Justicia de los Estados Unidos dictaminó que la empresa debía ser liquidada.

### Desaparición

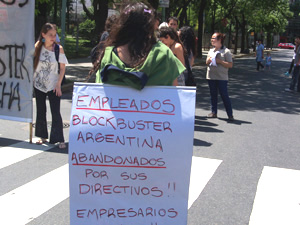
Manifestación de empleados de Blockbuster en Palermo, Buenos Aires, por el cierre sistemático de sucursales.

Blockbuster fue absorbida en abril de 2011 por Dish Network, el mayor proveedor de televisión de pago de Estados Unidos, por 320 millones de dólares. Su objetivo inicial era cumplir el cierre gradual de las 1700 tiendas físicas que aún quedaban y conservar la marca para lanzar un servicio de video bajo demanda que compitiese con Netflix. Sin embargo, los planes no prosperaron y dos años después se anunció el cierre completo de todos los videoclubes a partir de enero de 2014.

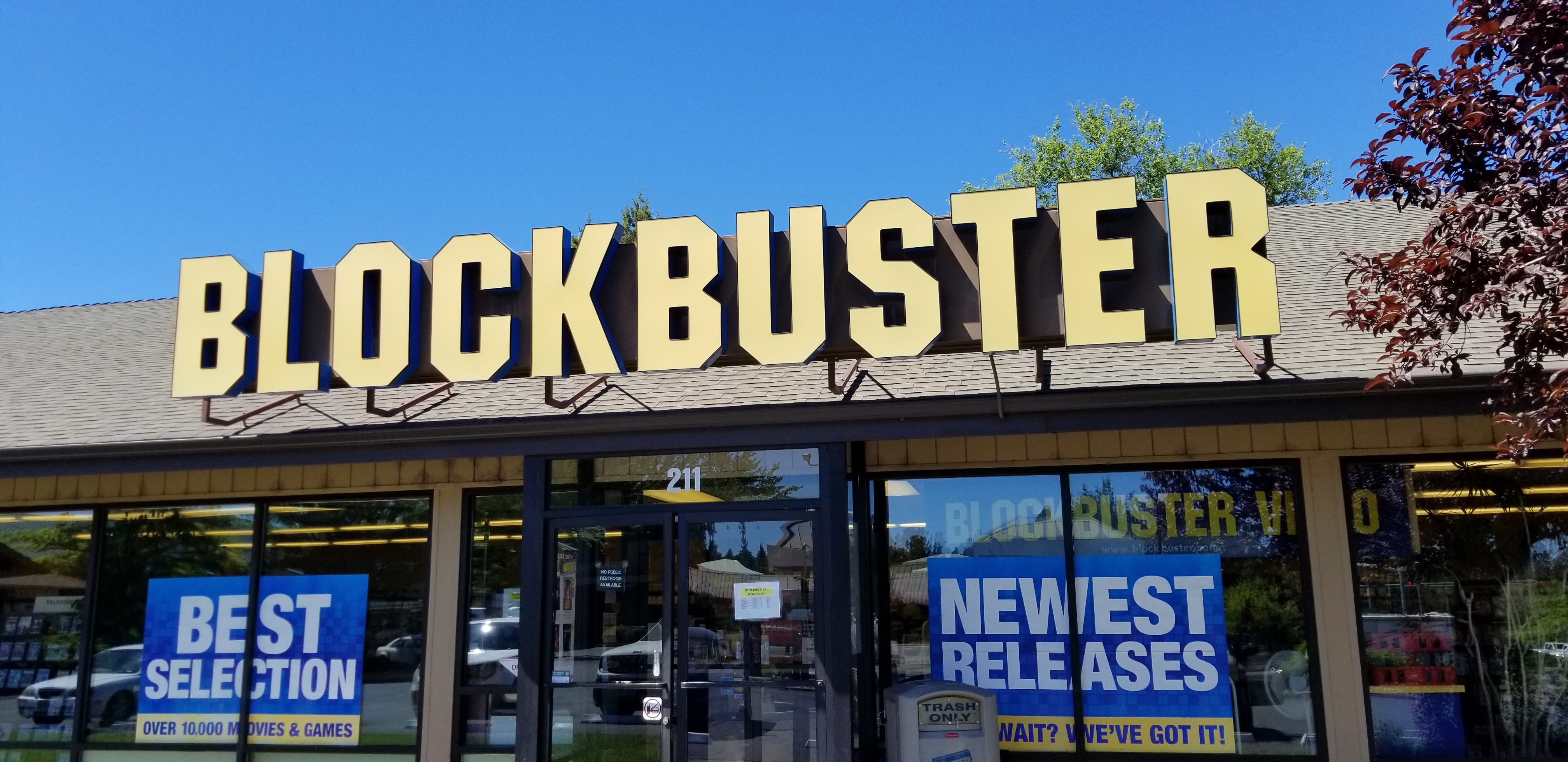
El único Blockbuster que sigue abierto se encuentra en Bend, Oregón.

Los 300 locales de Estados Unidos propiedad de la compañía fueron clausurados, pero Dish Network permitió que algunos franquiciados pudieran continuar bajo la marca Blockbuster mediante un acuerdo comercial. A finales de 2017 aún permanecían abiertos 11 videoclubes Blockbuster en Estados Unidos: siete de ellos están ubicados en Alaska, donde las tarifas de internet son más caras que en el resto del país; tres están en Oregón, y el último se encuentra en Edinburg, Texas. En julio de 2018 tan solo quedaba abierto el Blockbuster de Bend, Oregón, que funciona como atracción turística y no pertenece a Dish.
En el resto de países la marca corrió idéntica suerte, en este caso sin que Dish les cediera el nombre. En México, grupo Salinas renombró todos los establecimientos como The B-Store en 2015, aunque al año siguiente terminarían desapareciendo.

## Modelo de negocio
Desde 1987, Blockbuster se dedicó a absorber cadenas de videoclubes y anuló a la competencia fragmentada gracias a su mayor catálogo: mientras un videoclub tradicional podía contar con 500 referencias, la multinacional exponía más de 5.000 en cada tienda. La razón es que a diferencia de los videoclubes pequeños, que pagaban una elevada cantidad por cinta (70 dólares) y después recuperaban lo invertido gracias a los alquileres, Blockbuster llegaba a acuerdos directos con las productoras: obtenía las películas en lote a menor coste, se quedaba con el 60% de los ingresos y aportaba el 40% restante de cada título al productor. De igual modo, Blockbuster exponía todo su catálogo en las estanterías mientras que la competencía solía tenerlas detrás del mostrador.
Aunque las relaciones con los grandes estudios eran las más importantes, la mayoría de acuerdos a los que llegaba eran con productoras de serie B o bien directamente para video, que en los años 1980 representaban el 70% de los alquileres.
Por otro lado, las cintas originales de video (VHS y Betamax) eran bastante caras, especialmente los estrenos, por lo cual a la gente le resultaba más rentable alquilar; todo ello cambió con la guerra de precios del DVD y el video bajo demanda. La base de datos establecida por Cook recogía estadísticas de las cintas más alquiladas y permitía hacer nuevas compras con base en ellas, así como controlar el inventario y las demoras en devoluciones.
La oferta de películas era similar a la de cualquier otro videoclub, por lo que los estrenos tenían mayor prioridad; con el paso del tiempo, las copias sobrantes y las retiradas de circulación se ponían a la venta.
Blockbuster estaba dirigida específicamente a un público familiar, por lo que ninguna tienda podía comercializar cine porno por política empresarial.

## Presencia internacional

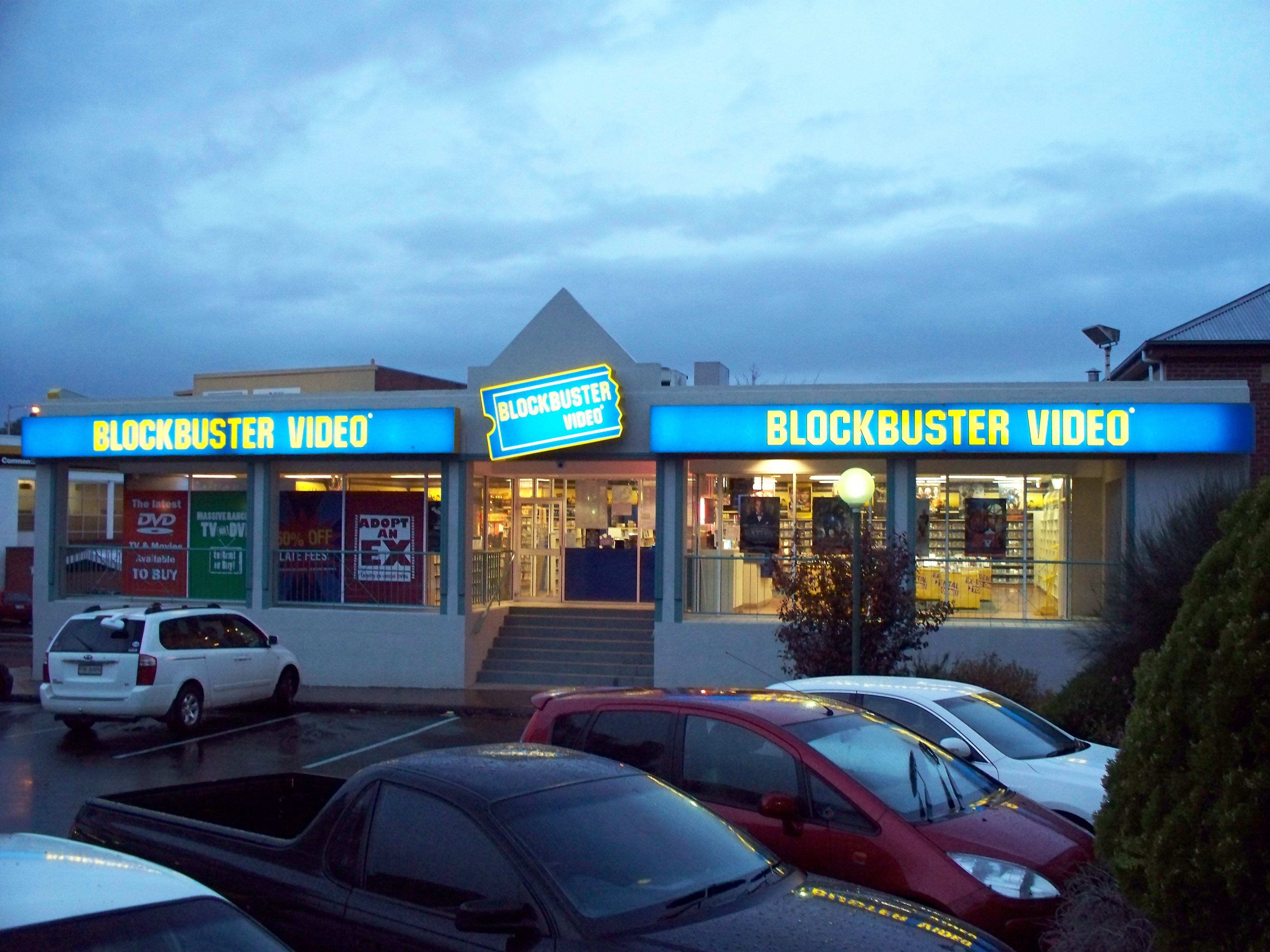
Blockbuster en Hobart, Australia.

En 1989 Blockbuster inició su expansión internacional en el Reino Unido mediante la compra de Ritz Video, uno de los mayores videoclubes de Europa. El primer local bajo el nuevo nombre abrió en Walworth Road, al sur de Londres. Tres años después se hizo con el control de Citivision por 135 millones de dólares, y llegó a un acuerdo con Philips Electronics para que entrasen en el accionariado. A finales de 1995 ya se habían superado los 1.400 establecimientos fuera de los Estados Unidos.
Los siguientes países en los que se abrieron videoclubes Blockbuster fueron Canadá (1989), Japón (1991) y México (1991), que además se convertiría en el primer país hispanohablante con esta franquicia. La mayoría de expansiones se hacían a través de la compra de otras franquicias ya establecidas en sus respectivos países.
En países de habla hispana, el orden de implantación fue el siguiente: México y Chile (1991), España y Venezuela (1992), Argentina, Colombia, Ecuador, Guatemala, El Salvador, Panamá y Perú (1995) y Uruguay (1998). En España la cadena se marchó en 2006 como consecuencia de la piratería, mientras que en otros países fue cerrando a lo largo de la década de 2010. Las 263 tiendas de México que aún quedaban en 2015 fueron renombradas como The B-Store, si bien la nueva marca solo pudo aguantar un año hasta el cese de operaciones.

### Salas de cine
En 2007, la empresa inauguró su primer complejo de salas de cine, el Blockbuster Cinema, en Cholula, en el estado mexicano de Puebla, anunciando además que a partir de los resultados de este complejo evaluarían la apertura de otros similares. Debido a conflictos con sus socios, a finales de 2009 la operación del complejo en Cholula, que contaba con 11 salas, pasó a manos de Cinépolis. En 2013, la empresa inauguró nuevos complejos en la Ciudad de México y en Guadalajara, anunciando además un plan de expansión por el país que incluía una decena de nuevos cines.